# 阿格里卜
36°48′08″N 4°19′22″E / 36.80222°N 4.32278°E

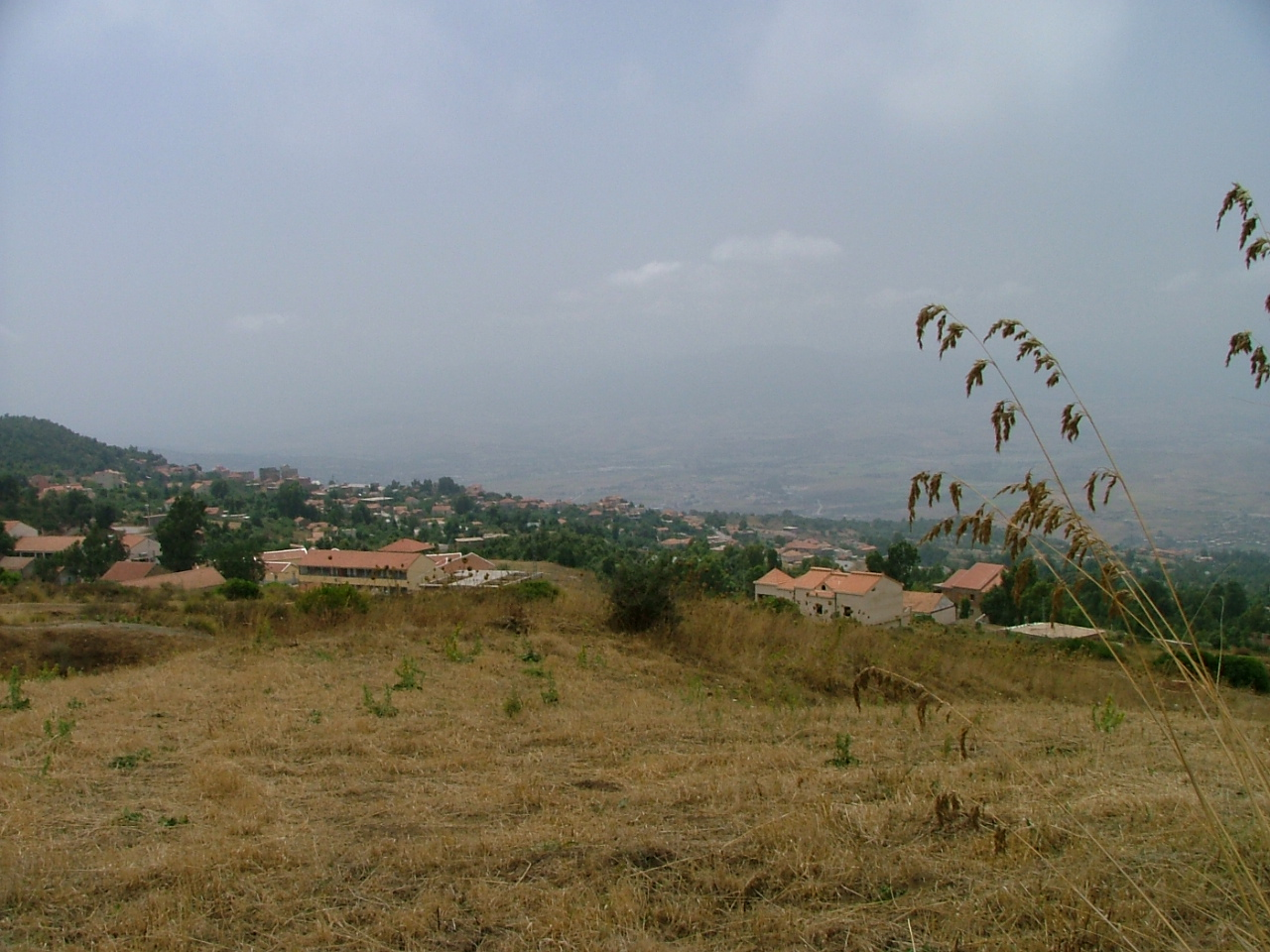

阿格里卜（阿拉伯语：‎），是阿爾及利亞的城鎮，位於該國北部提濟烏祖省，由阿宰豐區負責管轄，面積65平方公里，2008年人口12,474，人口密度每平方公里192人。